# Chomelia psilocarpa
Chomelia psilocarpa är en måreväxtart som beskrevs av John Duncan Dwyer och M.Victoria Hayden. Chomelia psilocarpa ingår i släktet Chomelia och familjen måreväxter. Inga underarter finns listade i Catalogue of Life.